# Popély Gyula
Popély Gyula (Abara, 1945. június 8. –) szlovákiai magyar történész, képviselő, egyetemi tanár, a Magyar Tudományos Akadémia doktora.

## Életpályája
A gimnáziumot 1959–1963 között Nagymihályon, felsőfokú tanulmányait pedig 1963–1968 között a pozsonyi Comenius Egyetemen végezte. 1968–1972 között a pozsonyi és szenci magyar gimnázium tanára. 1970-től egyetemi doktor, 1972–1981 a Szlovák Tudományos Akadémia Történettudományi Intézetének aspiránsa, majd tudományos munkatársa. 1978-tól a történettudomány kandidátusa. 1981–1990 között a Szlovák Szakszervezeti Iskola Üzemtörténeti Szekciójának tudományos munkatársa. 1985-ben a magyar iskolák fölszámolása elleni mozgalom egyik szervezője volt. 1990 januárja és 1990 áprilisa között a Csehszlovák Szövetségi Gyűlés kooptált képviselője. 1991–1997 között a pozsonyi magyar gimnázium igazgatója. 2000 februárjában lett a budapesti Károli Gáspár Református Egyetem oktatója, majd 2001-től 2005-ig tanszékvezető docense. 2001-től az MTA nagydoktora. 2002–2004 a Károli Gáspár Református Egyetem Bölcsészettudományi Karának dékánhelyettese, majd 2006-ig rektorhelyettese. 2005-ben habilitált egyetemi tanár lett.
1964–1968 a pozsonyi József Attila Ifjúsági Klub alapító tagja. 1968–1970-ben a Magyar Ifjúsági Szövetség egyik szervezője. 1968-tól a Csemadok tagja. 1978–1989 között a Csehszlovákiai Magyar Kisebbség Jogvédő Bizottságában dolgozott. 1990-ben az Együttélés Politika Mozgalom egyik alapítója. 1992-ben a Magyar Néppárt alapító elnöke.

## Önálló kötetei
- A Csehszlovákiai Magyar Tudományos, Irodalmi és Művészeti Társaság, Pozsony, 1973
- A pozsonyi Bartók Béla Dalegyesület, Budapest, 1982, 92 p.
- Népfogyatkozás. A csehszlovákiai magyarság a népszámlálások tükrében 1918–1945, Budapest, 1991, 198 p.
- Ellenszélben. A felvidéki magyar kisebbség első évei a Csehszlovák Köztársaságban (1918–1925), Pozsony, 1995, 224 p.
- Búcsú a főiskoláktól. A felsőoktatás és a felvidéki magyarság, Pozsony, 2005
- Erős várunk az iskola. Tanulmányok a szlovákiai magyar oktatásügy problémaköréből (1918–1938), Pozsony, 2005
- Hazatéréstől a hazavesztésig. Magyar oktatásügy és oktatáspolitika a visszatért Felvidéken (1938–1945), Pozsony, 2006
- Felvidék 1914–1920, Magyar Napló – Fókusz Egyesület, Budapest, 2010, 440 p.
- Felvidék 1918–1928. Az első évtized csehszlovák uralom alatt, Kárpátia Stúdió, Budapest, 2014, 488 p.
- Szövetségben az ellenséggel, Kárpátia Stúdió, Budapest, 2020, 400 p.
- A (cseh)szlovákiai magyarság történeti kronológiája, 1914–1945, Fórum Kisebbségkutató Intézet, Somorja, 2020 (Nostra tempora)
- Túszjátszmák. Magyarok Hitler szlovák mintaállamának fogságában, 1939-1945;  Kárpátia Stúdió, Köröstárkány–Balatonfőkajár, 2022